# لودویگ جاندا
لودویگ جاندا (انگلیسی: Ludwig Janda; ۱۳ ژانویهٔ ۱۹۱۹ – ۲۲ اوت ۱۹۸۱) بازیکن فوتبال اهل آلمان بود.
از باشگاه‌هایی که در آن بازی کرده‌است می‌توان به باشگاه فوتبال فیورنتینا، باشگاه فوتبال گروتر فورث، باشگاه فوتبال مونیخ ۱۸۶۰، و باشگاه فوتبال نووارا اشاره کرد.